# John Singleton Copley
John Singleton Copley (Boston, 3 luglio 1738 – Londra, 9 settembre 1815) è stato un pittore statunitense, attivo durante il periodo coloniale; è noto per i suoi ritratti di personaggi importanti del New England. Le sue opere sono caratterizzate dalla presenza di oggetti ed artefatti indicativi della biografia del personaggio rappresentato.

## Biografia

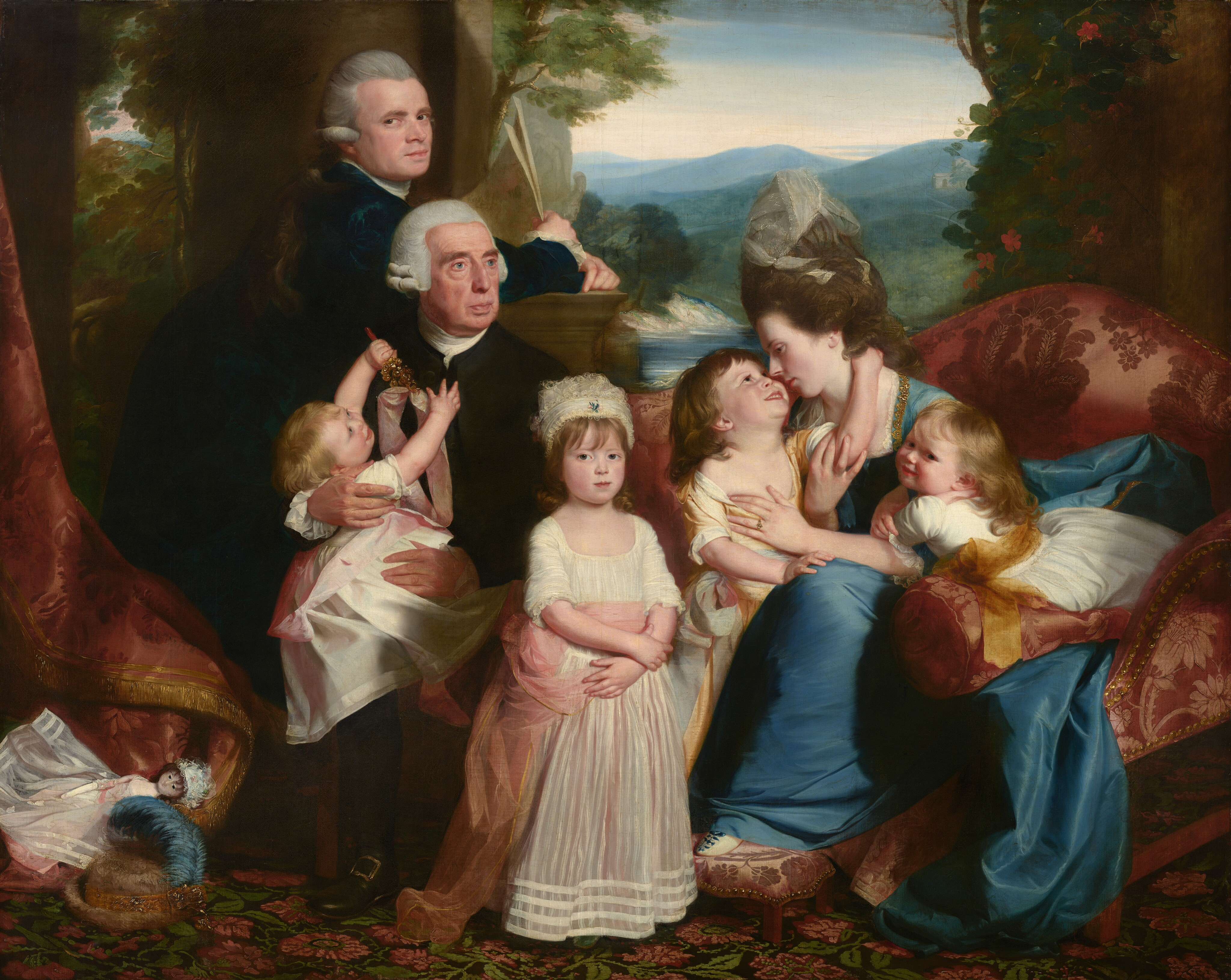
Portrait of the Copley family, 1776

Apprese le prime lezioni di arte dal patrigno Peter Pelham, incisore e miniatore.
Nel 1774 Copley si trasferì in Inghilterra, dove iniziò a specializzarsi in opere storiche spesso considerate dai critici prive dell'immediatezza caratteristica della sua prima fase.
In quegli anni soggiornò in Italia dove rimase influenzato dal neoclassicismo.

### Opere principali

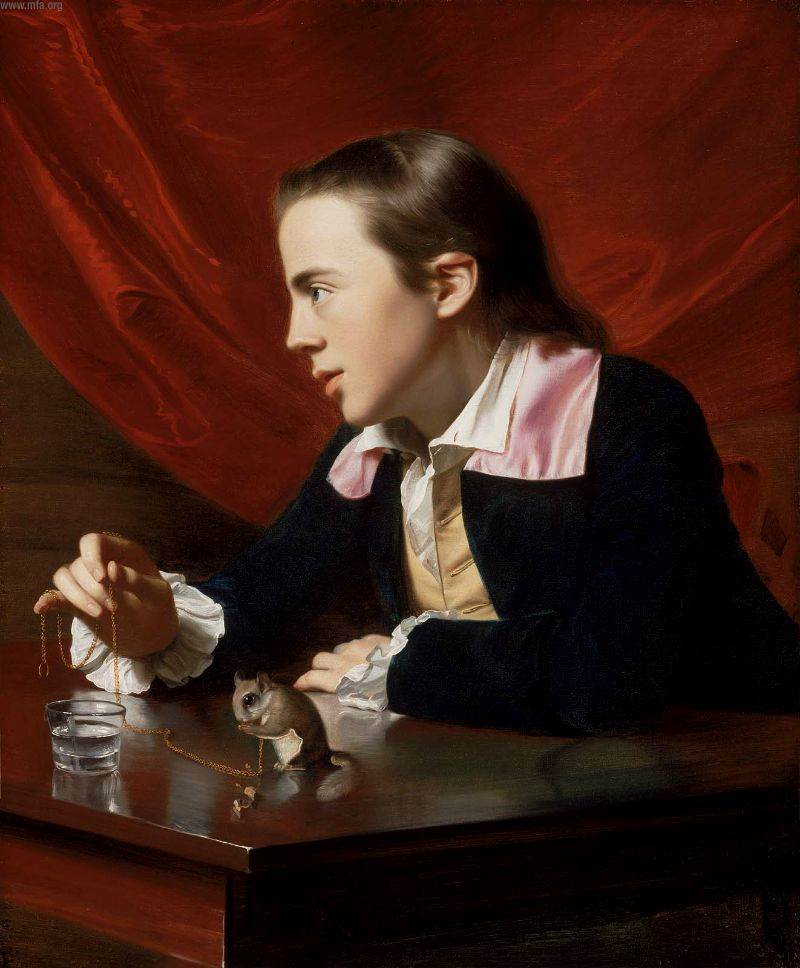
"Boy with Squirrell" (1765)
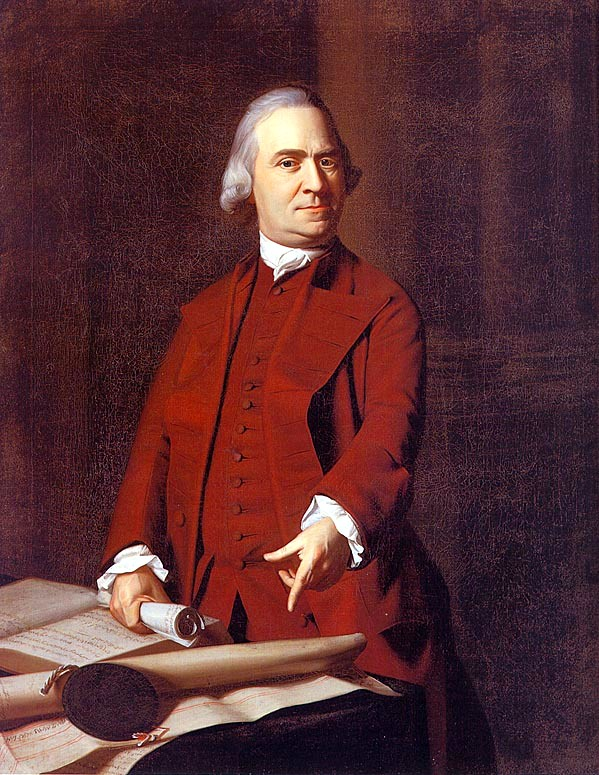
"Samuel Adams" (1772)
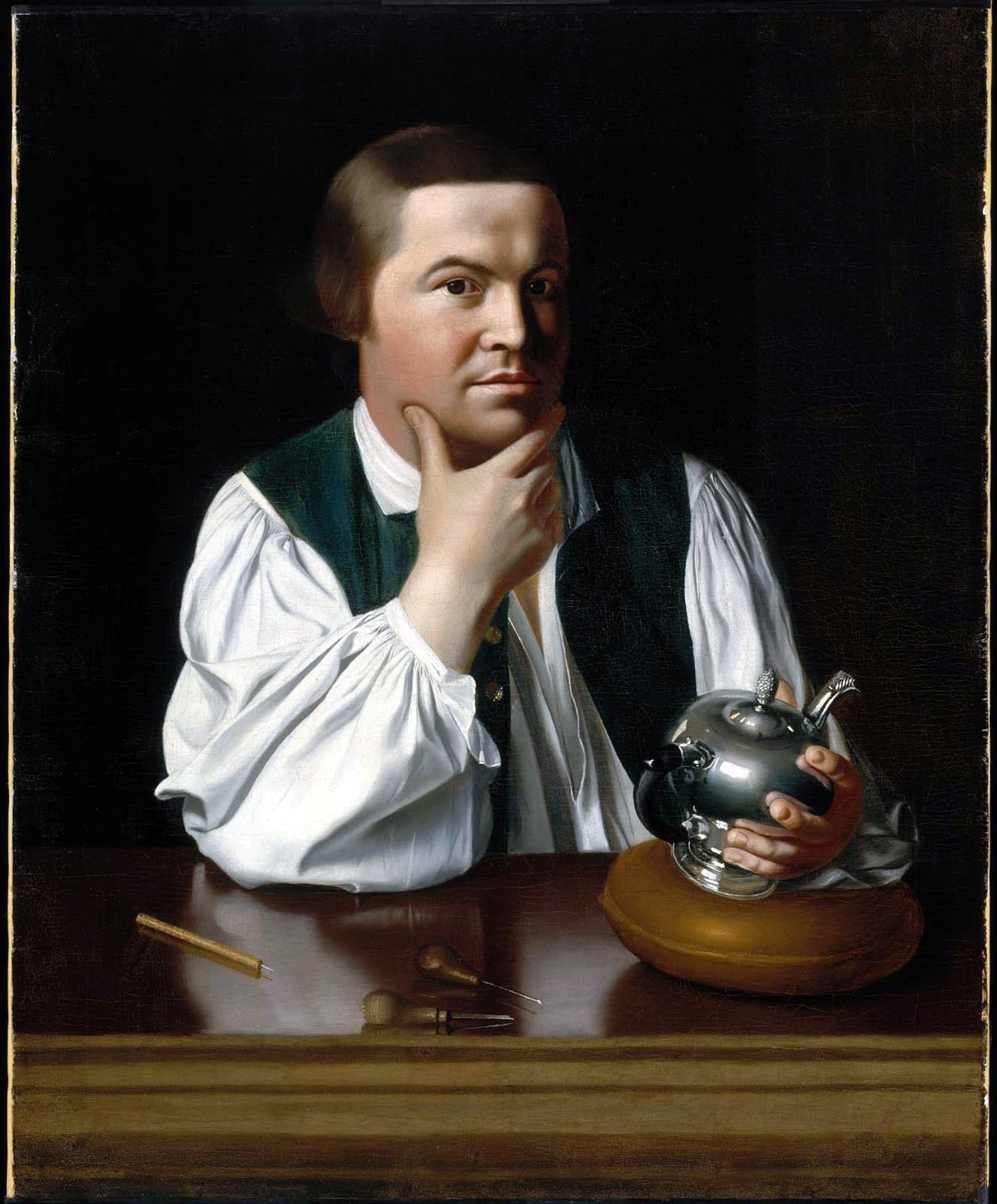
"Paul Revere" (1770)
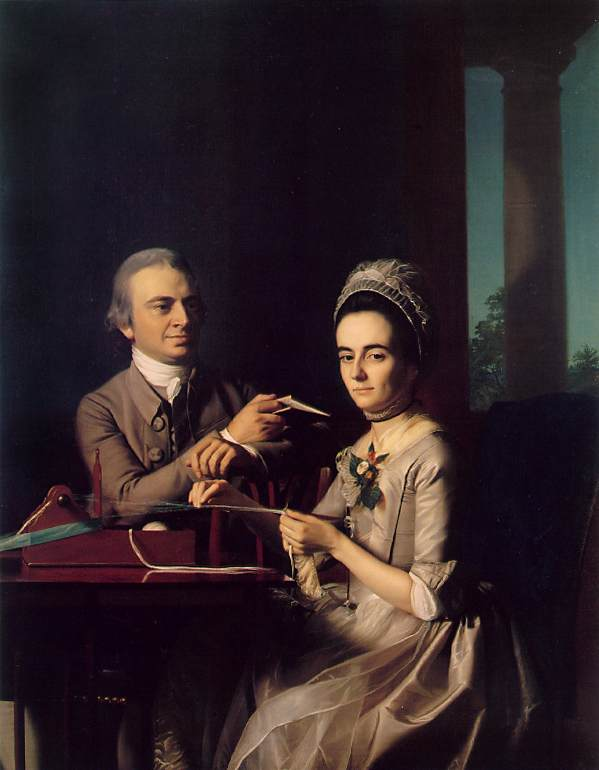
"Mr. and Mrs. Thomas Mifflin (Sarah Morris)" (1773)
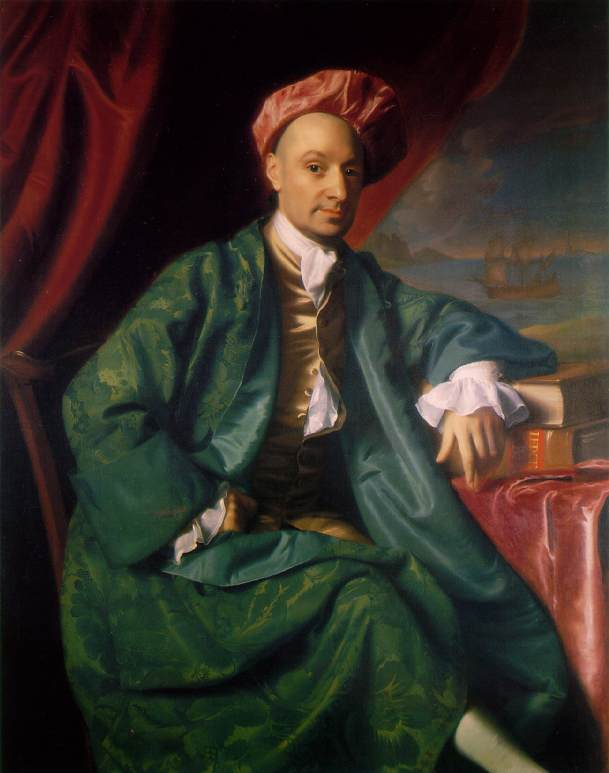
"Nicholas Boylston" (1767)
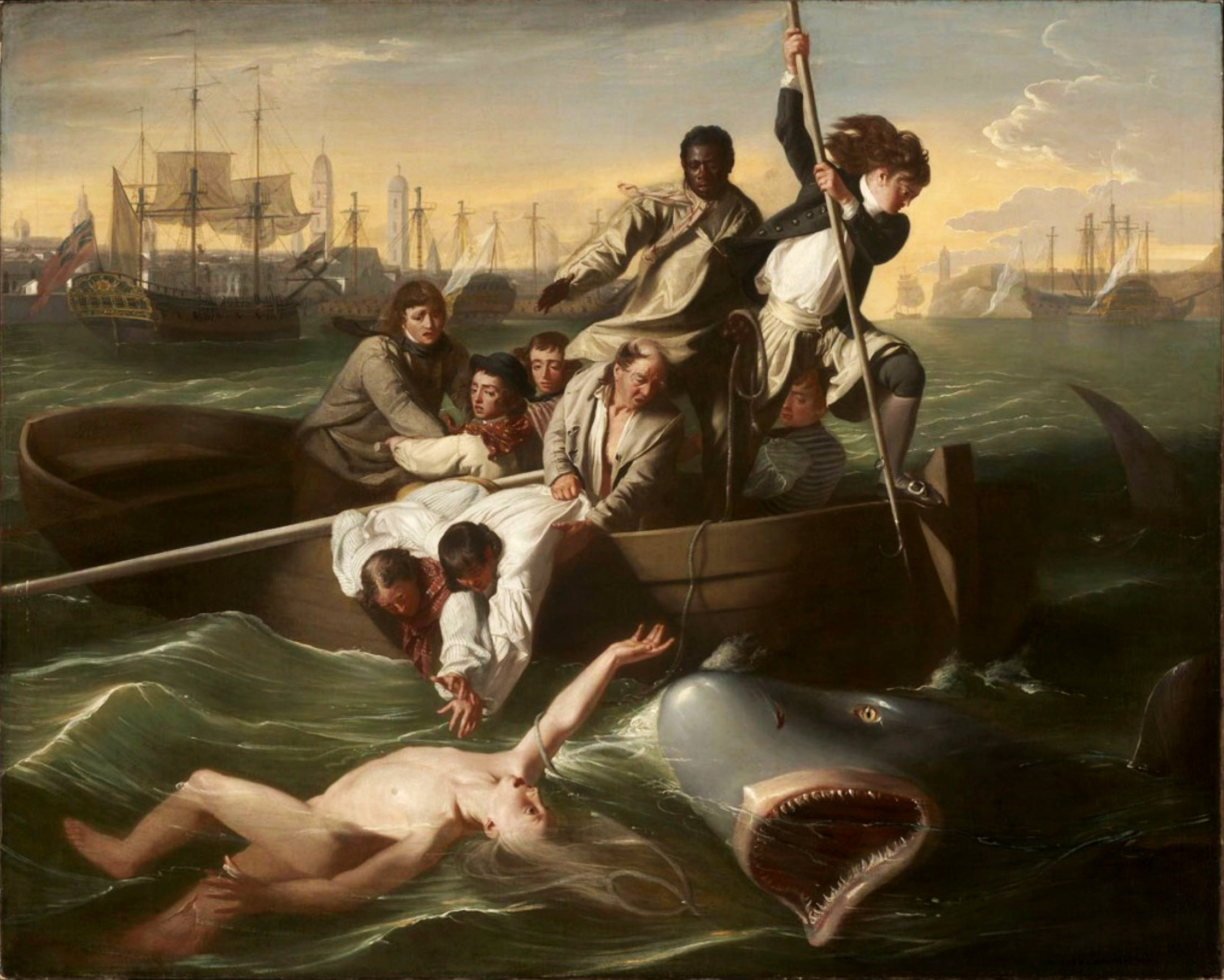
"Watson e lo squalo" (1778)
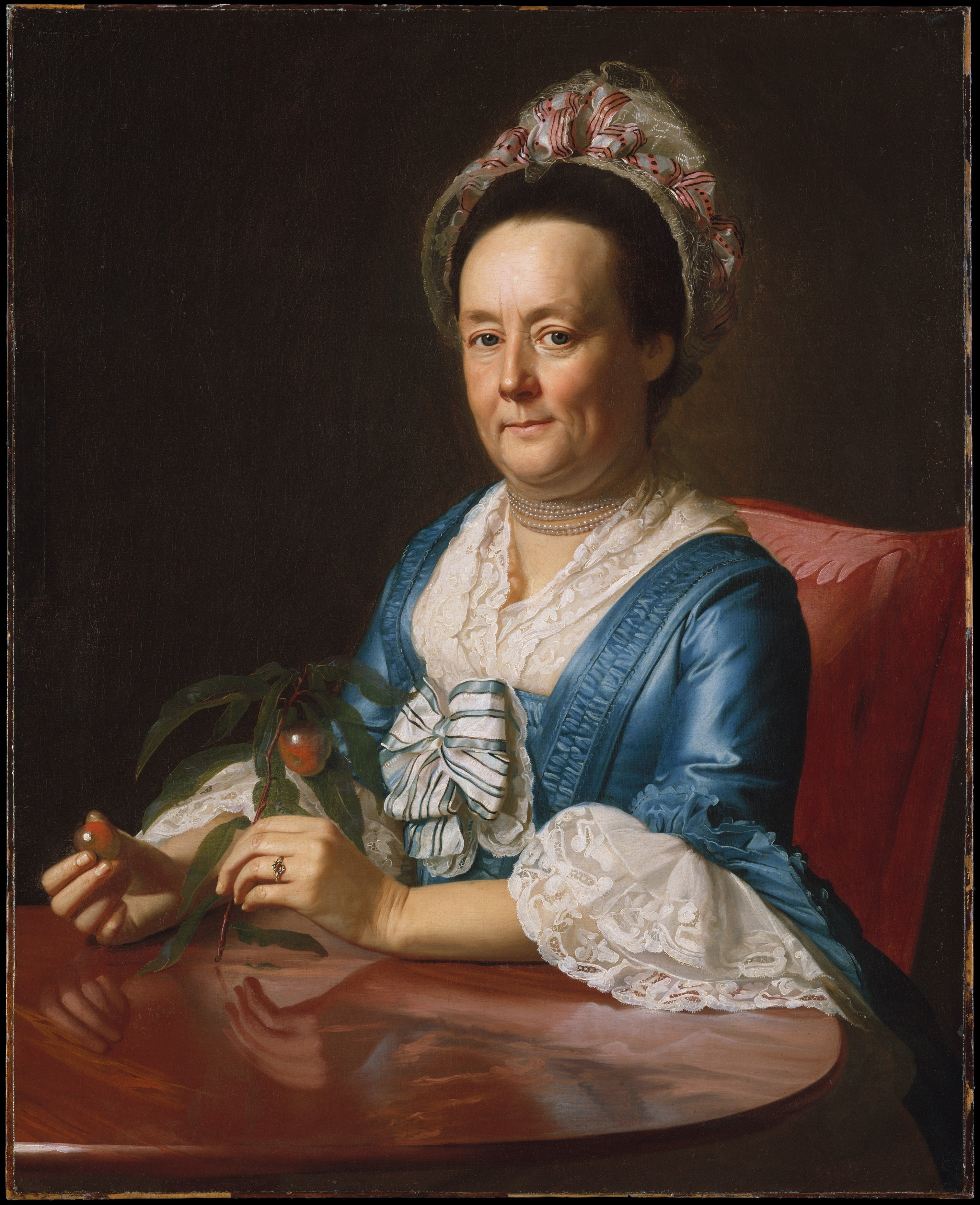
"Mrs John Winthrop" (1773)

## Curiosità
- A Copley è stato intitolato il cratere Copley, sulla superficie di Mercurio.